# 逊嫔
逊嫔（？—1787年），沈佳氏，亦作沈氏，正黄旗包衣旗鼓佐领下人。武備院卿、熱河總管加總管內務府大臣銜永和之女。乾隆时为仁宗潜邸格格，後追封為嬪。

## 生平
沈佳氏家族入旗後的始祖為瀋陽漢人沈奪，遜嬪為沈奪的八世孫女。沈家一直擔任內務府的中級官僚，算是內務府的中級官僚世家。乾隆四十七年，沈佳氏被指給嘉親王為格格。
乾隆五十一年（1786年）十一月十一日巳時，生仁宗皇五女。乾隆五十二年已去世。乾隆六十年（1795）五月初七日，時年八歲的皇五女夭折（嘉慶二十三年（1818）三月，追封皇五女為慧安和硕公主）。
嘉庆二年四月二十二日，嘉庆帝谕内阁，追封潜邸侧福晋完颜氏为恕妃、格格关氏为简嫔、格格沈氏为逊嫔，嘉慶帝在《孝淑皇后百日之期親臨殯所酹酒志哀》提到追封她們為妃嬪是因為孝淑皇后已經去世。遜嬪的侄子正黄旗通源佐领下笔帖式福安聯同恕妃之兄慶保和簡嬪之弟愛保呈上謝恩摺。嘉庆三年六月十八日，在东直门外的静安庄殡宫行恕妃、简嫔和逊嫔的追封礼。嘉庆八年十月十七日，遜嬪金棺奉安昌陵妃园寝。

## 家族
家族隶内务府正黄旗包衣（属内务府正黄旗汉姓满洲旗人），以下為乾隆初年《欽定八旗滿州氏族通譜》編修時，沈氏家族的入仕情況：
- 始祖：沈奪。“沈奪，正黄旗包衣人，世居瀋陽地方，来歸年分無考。其元孫秉功原任河南兵備道，四世孫沈瑜現任内閣侍讀學士兼佐領。……六世孫常岱現任郎中，雅爾岱現任郎中兼佐領，查爾岱現任三等侍衞”（据《八旗滿洲氏族通譜》卷78）。

- 天祖父輩：秉功，原任河南兵備道。

- 高祖父輩：沈瑜（又沈嵛、沈崳、沈喻、沈玉，字玉峯），内务府员外郎管理造办处（养心殿造办处）事务（怡亲王胤祥谕）[7]、内閣侍讀學士兼佐領，曾任内务府正黄旗包衣第五叅领第二旗鼓佐领（内务府正黄旗汉军进士德生 (乾隆进士)的养祖父、武进士、御前侍卫六格时隶沈瑜佐领下，载《钦定八旗通志》）、稽察内务府事务监察御史（载《欽定臺規》），善畫山水、樓閣，康熙五十年（1711）繪《御製避暑山莊三十六圖》（载康熙五十一年武英殿刻本《御制避暑山庄三十六景诗》满、汉版），乾隆十年（1745）畫《雍正御製圓明園图詠》。

- 曾祖父輩：苏伯，原任郎中兼佐領，曾任内务府正黄旗包衣第四叅领第一旗鼓佐领，卒于任（载《钦定八旗通志》）。

- 祖父輩：常岱，現任郎中。雅爾岱，内务府郎中兼佐領，曾任内务府正黄旗包衣第四叅领第一旗鼓佐领（内务府正黄旗汉军进士张氏百龄之父张法良乡试中举时隶属雅爾岱佐领下，载《钦定八旗通志》）。查爾岱，現任三等侍衞。卓爾岱，内务府員外郎兼佐領，曾任内务府正黄旗第五叅领第三旗鼓佐领（载《钦定八旗通志》）。奇成額，現任筆帖式。

- 父永和，佐领、内务府护军统领，驻吉林打牲乌拉总管（打牲乌拉总管衙门）、武備院卿、乾隆二十六年總管內務府大臣銜熱河總管（前任有内务府镶黄旗满洲伊齡阿之父富貴，载《钦定热河志》）、總管內務府大臣，曾任内务府镶黄旗第四㕘领第一旗鼓佐领（前任有董殿邦、高斌等，载《钦定八旗通志》）。
  - 同辈：永忠，内务府員外郎兼佐領，曾任内务府正黄旗第五叅领第一旗鼓佐领，卒于任（载《钦定八旗通志》）。永安，現任筆帖式。

## 影视作品
- 電視劇

| 年份 | 劇名         | 演員 | 剧中姓名 | 劇中稱謂 |
| 2005 | 我的野蠻奶奶 | 康華 | 沈佳氏   | 遜妃     |